# Cameron Dallas
Cameron Alexander Dallas (Condado de Los Angeles, 8 de setembro de 1994) é uma celebridade da internet, ator, cantor e modelo norte-americano.

## Biografia
Ele tornou-se uma celebridade da internet através de suas contas no Vine e YouTube. Começou a postar vídeos no Vine em setembro de 2012, fazendo piadas e brincadeiras entre amigos e familiares. Seu vídeo mais antigo encontrado no Youtube (CAN YOU TWERK - ASK CAM) foi postado em 9 de agosto de 2013. Em pouco tempo, seus vídeos renderam-lhe milhares de seguidores e atenção da mídia. Atualmente acumula mais de 20 milhões de seguidores em suas redes sociais e está no top 10 do Vine.
Cameron tornou-se amigo de outros viners como Matthew Espinosa, Nash Grier, Jack and Jack, Carter Reynolds, Shawn Mendes, Taylor Caniff, Aaron Carpenter, Hayes Grier, Mahogany Lox e outros. Juntos formaram o grupo "Magcon Boys" para fazer turnês pelo país e conhecer os fãs com brincadeiras, piadas, músicas, danças e etc. Em 17 de abril de 2014 o grupo se separou, mas alguns continuaram amigos. Em agosto de 2015 Cameron comprou e retomou a Magcon que conta agora com novos participantes, mas continua com um da antiga Magcon: Aaron Carpenter. Nenhum outro participante foi confirmado ainda. Magcon sai em tour no ano de 2016.
Em 12 de dezembro de 2014, foi lançado em alguns cinemas dos Estados Unidos o filme Expelled. O seu personagem é o protagonista Felix, um rapaz famoso por aprontar muito no colégio que acaba sendo expulso e faz de tudo para seus pais não descobrirem. Em 2 de fevereiro de 2015, o filme foi lançado mundialmente pela Netflix.

## Vida pessoal
Cameron nasceu no Condado de Los Angeles, Califórnia. Ele foi criado em Chino por sua mãe, Gina Dallas. Tem uma irmã chamada Sierra Dallas, que é quatro anos mais velha. Ele descreveu sua origem étnica como meio escocês, um quarto mexicano e um quarto alemão.

## Filmografia

### Cinema
| Ano  | Título          | Personagem     | Nota         |
| ---- | --------------- | -------------- | ------------ |
| 2013 | Frog Kingdom    | Freddie        | Voz          |
| 2014 | Expelled        | Felix          | Protagonista |
| 2015 | The Outfield    | Frankie Payton | Protagonista |
| 2016 | Chasing Cameron | Ele Mesmo      |              |

### Televisão
| Ano  | Título           | Personagem | Nota                         |
| ---- | ---------------- | ---------- | ---------------------------- |
| 2015 | American Odyssey | Cameron    | Temporada 1, Episódios 5 e 6 |

### Jogo
- (2014) Cash Dash[11]
- (2015) Social Jumpers[12]

## Discografia
Singles
- (2015) She Bad[13]
- (2015) Take You

Participações
- (2015) All I Want de Daniel Skye

## Prêmios & indicações
| Ano  | Prêmio                 | Categoria                  | Resultado |
| ---- | ---------------------- | -------------------------- | --------- |
| 2014 | Teen Choice Awards     | Choice Web Star: Male      | Indicado  |
| 2014 | Teen Choice Awards     | Choice Web: Viner          | Venceu    |
| 2015 | Teen Choice Awards     | Choice Web Star: Male      | Venceu    |
| 2015 | Teen Choice Awards     | Choice Web: Viner          | Venceu    |
| 2016 | People's Choice Awards | Favorite Social Media Star | Indicado  |
| 2016 | Teen Choice Awards     | Choice Male Hottie         | Indicado  |
| 2016 | Teen Choice Awards     | Choice Web Star: Male      | Indicado  |
| 2016 | Teen Choice Awards     | Choice Social Media King   | Venceu    |
| 2016 | Streamy Awards         | Entertainer of the Year    | Indicado  |